# عالم‌آرای امینی
تاریخ عالم آرای امینی کتابی است تألیف ادیب و مورخ قرن دهم فضل بن روزبهان خنجی در شرح تاریخ حکمرانی سلاطین آق قویونلو و ظهور صفویان.

## نظر سلطان یعقوب آق قویونلو دربارهٔ نگارش این کتاب
خواجه فضل‌الله در سال ۸۹۲ برای سومین بار از شیراز عازم حجاز شد؛ سپس در اردوگاه تابستانی سلطان در دامنه کوه سهند تبریز به حضور سلطان یعقوب آق قویونلو رسید و کتاب بدیع الزمان را -که دیباچه اش به نام سلطان مصدر شده بود- تقدیم داشت که مورد اعجاب و تحسین فراوان قرار گرفت. در همین مجلس بود که خواجه به میل خود، تقبل کرد که تاریخ سلطنت آن پادشاه را بنویسد. در این رابطه سلطان یعقوب می‌گوید: «اگر تاریخ حیات ما را فضل‌الله بن روزبهان بنویسد، چنان‌که خود گفت، «ناسخ تواریخ ملوک عالم» خواهد بود.»

## امانت داری و صداقت مؤلف
نظر به این که خود مؤلف، شاهد بسیاری از وقایع بوده و نیز قید داشته‌است که وقایع را صحیح و آنچه هست بنویسد؛ خصوصاً که هیچگاه درست نویسی و انصاف را از دست نمی‌دهد و به طوری که مشاهده می‌شود حتی نسبت به کسانی که با آنها مخالفت داشته‌است منصفانه مزایا و محسنات هرکس را می‌شمارد و از مورخین دیگر کمتر مغلوب احساسات می‌باشد.
از قسمتهای مفید این کتاب، فصل مشروح و مفصلی است که در آن از اجداد پادشاهان صفویه و مخصوصاً از وقایع و حوادث و سرگذشت شیخ جنید و شیخ حیدر و مقدمات تکوین این سلسله، گفتگو می‌شود. مخصوصاً به این نکته باید توجه داشت که آنچه او نوشته‌است قبل از قیام شاه اسماعیل و اعلام سلطنت اوست و قطعاً متضمن احساسات موافق و مخالف نیست.

## نظر مینورسکی راجع به اثر
پروفسور ولادیمیر مینورسکی می‌نویسد: "او (خواجه فضل‌الله) مؤلفی بود بسیار باکمال و کتابش (عالم آرای امینی)، درُ یتیم است. [او] چون سنی بود و دشمن شاه اسماعیل؛ مجبور شد به بخارا فرار کند و در آنجا هم کتابی به اسم میهمان نامه تألیف کرد که حالا در تاشکند می‌خواهند نشر کنند. من ترجمه حالش را مفصل نوشتم و امیدوارم که با وجود کبر سن و همه جور مشکلات بتوانم به چاپ برسانم. تاریخش به تاریخهای دیگر شبیه نیست و مثل خود شخص مؤلف، منحصر به فرد است.

## ترجمه به انگلیسی
مینورسکی در سال ۱۹۵۶ ترجمه انگلیسی خلاصه‌ای از این اثر را به پایان می‌رساند. او در این رابطه به ایرج افشار می‌نویسد: "کتاب بنده که «تلخیص مفصلی» از تاریخ [عالم آرای] امینی را مندرج است به چاپخانه فرستاده شده‌است. این تاریخ همه جور تفسیر لازم دارد و بنده چند سال سر آن گذرانده‌ام."

## اهمیت و ارزش تاریخی کتاب
در تضاعیف کتاب، خواننده به بسیاری از حوادث زمان سلطنت سلطان یعقوب و قبل از آن و احوال نواحی مختلفه ایران از قبیل آذربایجان، گرجستان، گیلان، مازندران، خوزستان، عراق، فارس، کرمان و غیره و به سرگذشت طوایف و امرای مختلف بلاد از قبیل آل کیا و مشعشعیان و حوادثی از قره قویونلوها و غیره آشنا می‌شود. کتاب مذکور میان سال‌های ۸۹۲ تا ۸۹۷ نوشته شده و در همین سال اخیر به سلطان ابوالفتح میرزا بایسنقر فرزند و جانشین سلطان یعقوب تقدیم گردیده‌است. این کتاب از منابع مهمّ تاریخ ایران و تنها منبع دست اوّل و مفصّل تاریخ فرمانروایی یعقوب آق قویونلو است که تاریخ مجمل دوره پادشاهی اوزون حسن (که مفصّل آن در کتاب دیار بکریه نوشته ابوبکر طهرانی منعکس است) و پادشاهی کوتاه مدّت سلطان خلیل پسر بزرگ او را نیز دربردارد.

## جلد دوم
لازم به توضیح است که مؤلف قصد تألیف جلد دوم آن را نیز داشته و برخی از مطالب را به جلد دوم محول کرده‌است؛ اما اکنون اثری از آن جلد نیست و مراجع نیز از آن ذکری نکرده‌اند. نظر به تحولاتی که بعد از رحلت سلطان یعقوب (سال۸۹۶) و آغاز انقراض دولت آق قویونلوها پیش‌آمد و منجر به در به دری مؤلف شد، احتمال آن نمی‌رود که توفیق تألیف جلد دوم را پیدا کرده باشد.